# گیم بوی ادونس
گیم بوی اَدوَنس (به انگلیسی: Game Boy Advance که گاهی به اختصار GBA خوانده می‌شود) نام یک کنسول بازی دستی ۳۲ بیتی از نسل ششم کنسول‌های بازی ویدئویی است که توسط شرکت نینتندو طراحی و تولید شده‌است. این سامانه، جانشین گیم بوی کالر است.
گیم بوی ادوانس در ۲۱ مارس سال ۲۰۰۱ در ژاپن، در ۱۱ و ۲۲ ژوئن همان سال در آمریکای شمالی و اروپا-استرالیا و در ۸ ژوئن ۲۰۰۴ در جمهوری خلق چین انتشار یافت.
در سال ۱۹۹۶، مجله‌هایی چون توتال (شماره‌های ۵۳ و ۵۴) و گیم اینفورمر (شماره ژوئیه) گزارش‌هایی از خصوصیات گیم بوی جدید با اسم رمز پروژه آتلانتیس ارائه دادند. اگرچه تاریخ انتشاری که برای آن حدس زده می‌شد (۱۹۹۷) گواه بر شباهت زیاد دستگاه جدید به سلف خود گیم بوی کالر می‌بود، اما دستگاه را دارای خصوصیاتی چون «پردازنده ۳۲ بیتی» و «امکان بازی در هرجا و روی دست» می‌دانستند.
یک کنسول ۳۲ بیتی هست که توسط نینتندو برای جایگزینی کنسول گیم بوی کالر معرفی گردید. همچنین سال ۲۰۰۴ نسخه جدیدی از این کنسول به نام نینتندو دی‌اس هم ارائه گردید که به جز بازی‌های جدید تمامی بازی‌های گیم بوی اَدوَنس را هم پشتیبانی می‌کرد. در آن زمان این کنسول پردازنده‌های قوی تری نسبت به کنسول‌های دستی هم رده خود داشت و با یکبار شارژ می‌توانستید حدود ۱۰ ساعت به بازی بپردازید.

## مشخصات فنی
| طول:                       | تقریباً ۱۴٫۴۵ سانتیمتر                                                                                            |
| پهنا:                      | تقریباً ۲٫۴۵ سانتیمتر                                                                                             |
| بلندی:                     | تقریباً ۸٫۲ سانتیمتر                                                                                              |
| وزن:                       | ۱۴۰ گرم |
| صفحه نمایش:                | TFT LCD ۲٫۵۴ سانتیمتر                                                                                            |
| مصرف:                      | ۲ عدد باتری AA                                                                                                   |
| عمر باتری:                 | به‌طور متوسط نزدیک به ۱۵ ساعت؛ که بستگی به نوع بازی و تنظیمات دارد (مانند درجه صدا).                              |
| پردازنده:                  | ۳۲ بیتی با سرعت ۱۶٫۸ مگاهرتز دارای حافظه داخلی                                                                   |
| حافظه رم:                  | ۳۲ کیلوبایت؛ به همراه ۹۶ کیلوبایت حافظه ویدئویی (VRAM) داخل پردازنده و ۲۵۶ کیلوبایت حافظه پویا بیرون از پردازنده |
| وضوح تصویری:               | ۱۶۰ × ۲۴۰ پیکسل                                                                                                  |
| رنگ‌هایی که پشتیبانی می‌کند: | آرجی‌بی ۱۵ بیت. توانایی نمایش همزمان ۵۱۲ رنگ در حالت کاراکتر و ۳۲۷۶۸ رنگ در حالت بیت‌مپ.                           |